# Dyskineza późna
Dyskineza późna to zespół objawów neurologicznych związany ze stosowaniem leków z grupy klasycznych neuroleptyków, a także leków z innych grup będących antagonistami receptorów dopaminowych jak np. metoklopramid. Jest to powikłanie z zakresu układu pozapiramidowego w postaci mimowolnych ruchów mięśni: żwaczy, języka, kończyn górnych, tułowia występujące podczas odstawienia dawki leku hamującego receptor D2.

## Mechanizm
Długotrwałe stosowanie klasycznych leków neuroleptycznych (od kilku miesięcy do kilku lat) powoduje stopniowy wzrost wrażliwości receptorów dopaminowych. W takiej sytuacji, w trakcie redukcji dawki leku działającego silnie antagonistycznie na receptor D2 dochodzi do jego wtórnej nadwrażliwości na dopaminę, której głównym działaniem biologicznym jest wpływ na napęd ruchowy, koordynację ruchową oraz napięcie mięśni (do odwrotnej sytuacji dochodzi w przypadku choroby Parkinsona, w której występuje niedobór dopaminy, a jednym z głównych objawów jest sztywność mięśniowa).

## Objawy
- mimowolne, nieprawidłowe ruchy mięśni (głównie twarzy, ale może dotyczyć każdego mięśnia), powodujące wykrzywianie twarzy, wysuwanie języka, mlaskanie, mimowolne ssanie warg)
- szybkie ruchy kończyn górnych i kończyn dolnych przyjmujące postać pląsawicy i atetozy.
- objawy te mogą się utrzymywać trwale pomimo zaprzestania leczenia!
- późne dyskinezy szczególnie mogą się pojawić po leczeniu pochodnymi butyrofenonów i piperazynowymi pochodnymi fenotiazyny - acz istotniejsza jest siła blokowania receptora D2, niż przynależność do określonej grupy chemicznej.

## Leczenie
Nie ma skutecznego leczenia. W razie wystąpienia dyskinezy późnej należy rozważyć ponowne włączenie leków neuroleptycznych i redukcja dawki na przestrzeni długiego (miesiące) czasu. Próbuje się też leczenia benzodiazepinami takimi jak lorazepam, klonazepam, diazepam, oraz podawaniem neuroleptyków atypowych, takich jak np. klozapina, olanzapina.
Ryzyko wystąpienia tego powikłania jest znacznie zmniejszone w przypadku atypowych leków przeciwpsychotycznych takich jak:
risperidon, olanzapina, klozapina, amisulpryd, aripiprazol, kwetiapina, ziprasidon, sertindol. Stąd leki te są bezpieczniejsze w stosowaniu.